# Kソリューション

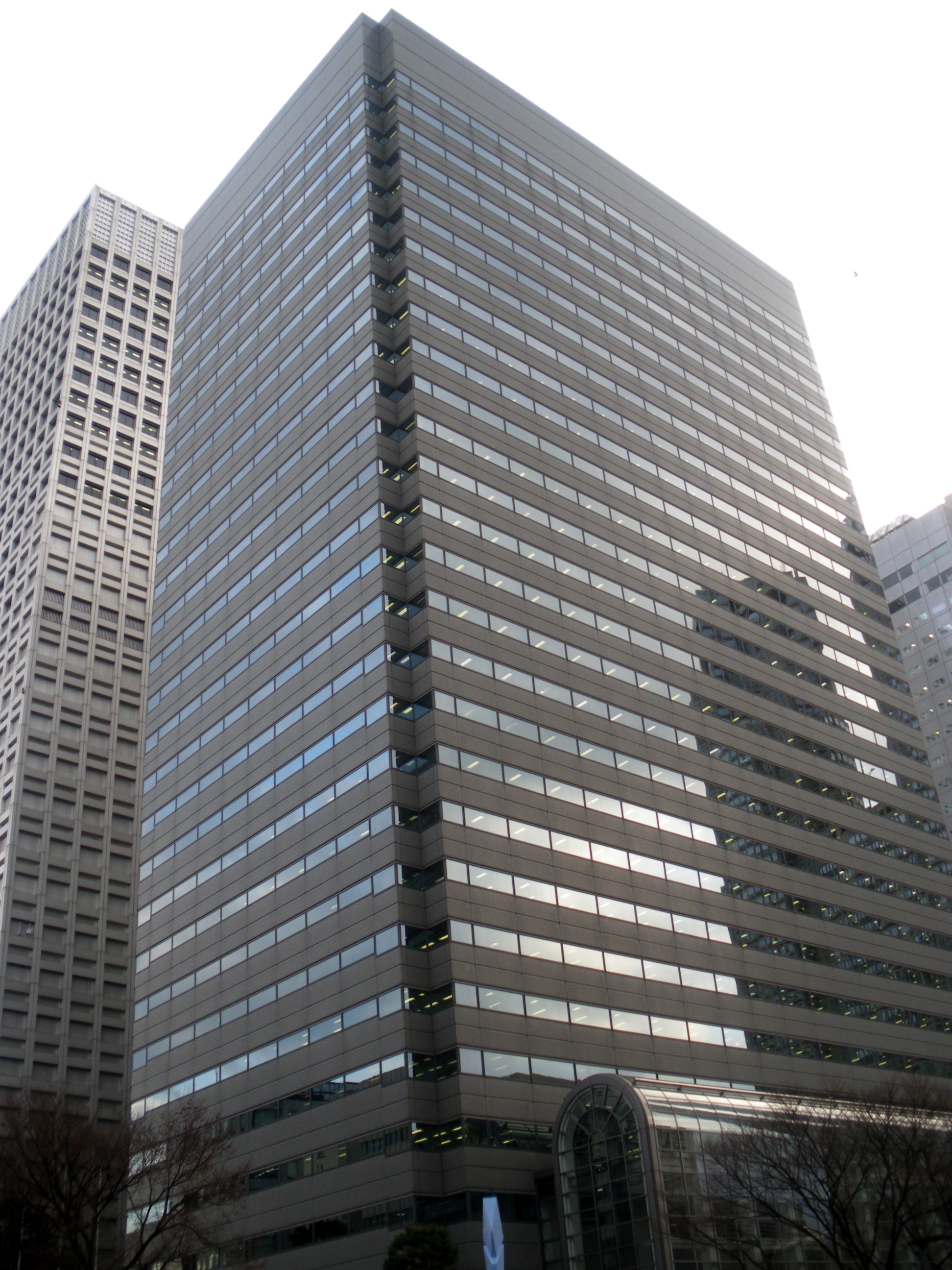
本社が入居していた
新宿モノリスビル

株式会社Kソリューション（けいそりゅーしょん、英文社名：K-Solutions Inc.）は、かつて存在したKDDIグループのネットワークインテグレーターである。

## 概要
2001年（平成13年）10月1日にKDDネットワークシステムズ株式会社が、国際テレコメット株式会社と合併し、株式会社Kソリューションに社名を変更し発足した。
さらに、2004年（平成16年）11月1日にはKDDIグループ4社と合併、株式会社KDDIネットワーク&ソリューションズに社名を変更した。なお営業部門は、KDDIテレマーケティング（現・KDDIエボルバ）へ転籍した。

## 沿革
旧・KDDネットワークシステムズ　→　Kソリューション
- 1996年（平成8年）7月29日 - KDDネットワークシステムズ株式会社設立。
- 1999年（平成11年）1月21日 - 中部テレコミュニケーション株式会社とSI事業で業務提携[4]。
- 2001年（平成13年）10月1日 - 国際テレコメット株式会社と合併し、株式会社Kソリューションに社名変更[2]。
- 2004年（平成16年）
  - 4月30日 - 西日本支店を閉店。
  - 11月1日 - KDDIグループ4社と合併。株式会社KDDIネットワーク&ソリューションズに社名変更[3]。

国際テレコメット
- 1984年（昭和59年）11月1日 - 国際テレコメット株式会社設立。
- 2001年（平成13年）
  - 9月1日 - 沖縄支店開設。9月3日に営業を開始。
  - 10月1日 - KDDネットワークシステムズに吸収合併。

合併前の2社の企業情報
|            | KDDネットワークシステムズ株式会社 | 国際テレコメット株式会社                                                                                     |
| ---------- | --- | --- |
| 英文名称   | KDD Network Systems Co., Ltd. （略称：KDD-NS）                                                                                                  | Telecomet International ,Inc. （略称：TII）                                                                  |
| 設立年月日 | 1996年7月29日 | 1984年11月1日                                                                                                |
| 代表者     | 代表取締役社長 齊藤秀樹 | 代表取締役社長 天野正紀                                                                                      |
| 本社所在地 | 東京都新宿区西新宿2-3-1 | 東京都文京区本駒込2-28-2                                                                                     |
| 資本金     | 3億7,000万円 | 14億4,000万円                                                                                                |
| 従業員数   | 167名 | 209名 |
| 株主構成   | KDDI（90.9%） 三菱電機（1.8%） 東芝（1.8%） ニシム電子工業（1.8%） 協和エクシオ（1.8%） 日本コムシス（1.8%）                                    | KDDI（80.0%） CSK（20.0%）                                                                                   |
| 事業概要   | 自治体、公共事業体、通信事業者等に対する通信設備、システム及び電力、空調設備等の企画、設計、開発、製造、販売                                    | 官公庁、商社、メーカー、金融、流通、運輸等に対するグローバルなシステムインテグレーション事業及び関連機器販売 |
| 売上       | 146億7,100万円（2000年3月期） | 82億8,800万円（2000年3月期）                                                                                 |
| 事業所     | 大阪事業所（KDDI大阪ビル内） 小山事業所（KDDI小山国際通信センター内）                                                                           | 大阪支店 沖縄支店                                                                                            |
| 備考       | 1996年7月にKDDの通信設備、情報システムの設計、開発、運用保守及び電力空調システムの運用保守を行っていた部門が分社化し、設立された企業である。[5] | |
社名の由来
社名は、KDDIの「K」、ネットワークソリューションの「ソリューション」の組み合わせである。
歴代の代表取締役社長
代表取締役社長　天野正紀（在任期間：2001年10月1日～2004年10月30日）

## 事業所
- 西日本支店 - 大阪市中央区備後町1-5-2　KDC備後町ビル1F

- 沖縄支店 - 沖縄県那覇市久米2-4-14　JB・NAHAビル4F

## 取扱製品、サービス
- シスコシステムズ
- ジュニパーネットワークス

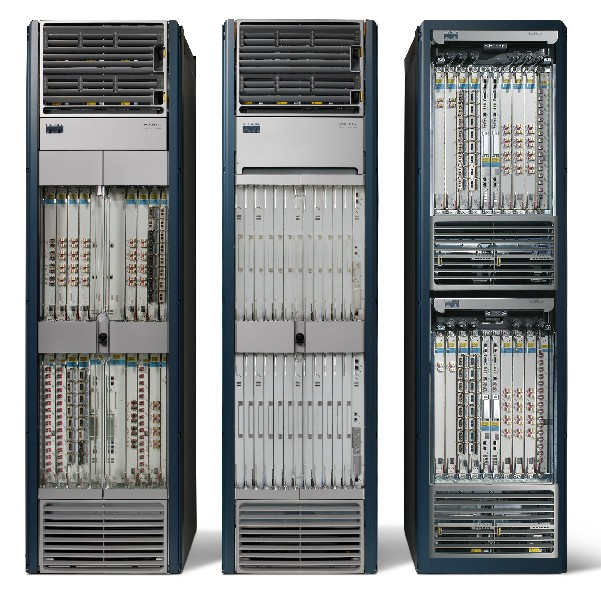
通信事業者向け
Ciscoハイエンドルータ

- 富士通　フォトニクスネットワーク製品 - FLASHWAVEシリーズ
- ファンドリーネットワークス（現・ブロケード コミュニケーションズ システムズ）
- ユニスフィア・ソリューションズ（ルーティングスイッチ「ERX」）
- Airespace, Inc.（現・シスコシステムズ）[6]
- NetScreen Technology（現・ジュニパーネットワークス）
- Neoteris（後のNetScreen Technology、現・ジュニパーネットワークス）
- IBM
- MicroSoft
- マイクロノーシス社金融機関向けディーリングシステム
- Nice Systems
- NEC　PBX - UNIVERGE APEXシリーズ
- ソニー（テレビ会議システム）
- QoS測定ツール（SPIKE スターターキット）[7]